# Komunitní rada Brooklynu 13
Komunitní rada Brooklynu 13 (Brooklyn Community Board 13) je komunitní rada v Brooklynu v New Yorku.
Zahrnuje části Coney Island, Brighton Beach, Bensonhurst, Gravesend a Seagate. Ohraničuje ji na západě Gravesend Bay, na severu 26. ulice, 86. ulice a Avenue Y, na východě Coney Island Avenue a Corbin Place a na jihu Lower New York Bay. Předsedou (2007) je Marion Cleaver a správcem Chuck Reichenthal. Má rozlohu 3,4 km² a v roce 2000 zde žilo 106 120 obyvatel.